# Cani (football)
Pour les articles homonymes, voir Cani (homonymie) et Gracia.
Rubén Gracia Calmache dit Cani est un ancien footballeur espagnol né le 3 août 1981 à Saragosse, qui évoluait au poste de milieu offensif.

## Palmarès

### Real Saragosse
- 2004 : Coupe d'Espagne
- 2004 : Supercoupe d'Espagne